# العلاقات المالديفية الجنوب إفريقية
العلاقات المالديفية الجنوب أفريقية هي العلاقات الثنائية التي تجمع بين المالديف وجنوب أفريقيا.

## مقارنة بين البلدين
هذه مقارنة عامة ومرجعية للدولتين:
| وجه المقارنة                                              | المالديف       | جنوب أفريقيا |
| --------------------------------------------------------- | -------------- | --- |
| المساحة (كم2)                                             | 298            | 1.22 مليون |
| عدد السكان (نسمة)                                         | 436.33 ألف     | 57.73 مليون |
| الكثافة السكانية (ن./كم²)                                 | 146.42 ألف     | 47.32 |
| العاصمة                                                   | ماليه          | بريتوريا، بلومفونتين، كيب تاون |
| اللغة الرسمية                                             | اللغة الديفهي  | لغة إنجليزية، اللغة الأفريقانية، اللغة النديبلي الجنوبية، اللغة السوثو الشمالية، اللغة السوتية، لغة سوازي، اللغة التسونجا، اللغة التسوانية، اللغة الفيندية، اللغة الكوسية، اللغة الزولوية |
| العملة                                                    | روفيه مالديفية | راند جنوب أفريقي |
| الناتج المحلي الإجمالي (بليون دولار)                      | 4.60 مليار     | 349.42 مليار |
| الناتج المحلي الإجمالي (تعادل القوة الشرائية) بليون دولار | 5.23 مليار     | 725.91 مليار |
| الناتج المحلي الإجمالي الاسمي للفرد دولار أمريكي          | 8.39 ألف       | 5.72 ألف |
| الناتج المحلي الإجمالي للفرد دولار أمريكي                 | 12.53 ألف      | 13.05 ألف |
| مؤشر التنمية البشرية                                      | 0.706          | 0.666 |
| رمز المكالمات الدولي                                      | +960           | +27 |
| رمز الإنترنت                                              | .mv            | .za |
| المنطقة الزمنية                                           | ت ع م+05:00    | ت ع م+02:00، أفريقيا/جوهانسبرغ ‏ |

## منظمات دولية مشتركة
يشترك البلدان في عضوية مجموعة من المنظمات الدولية، منها:
| علم المنظمة | اسم المنظمة                        | تاريخ انضمام المالديف | تاريخ انضمام جنوب أفريقيا |
| ----------- | ---------------------------------- | --------------------- | ------------------------- |
|             | مؤسسة التنمية الدولية              | 13 يناير 1978         | 12 أكتوبر 1960            |
|             | يونسكو                             | 18 يوليو 1980         | 4 نوفمبر 1946             |
|             | وكالة ضمان الاستثمار متعدد الأطراف | 19 مايو 2005          | 10 مارس 1994              |
|             | الأمم المتحدة                      | 21 سبتمبر 1965        | 7 نوفمبر 1945             |
|             | دول الكومنولث                      | ?                     | 11 ديسمبر 1931            |
|             | الاتحاد البريدي العالمي            | ?                     | ?                         |
|             | البنك الدولي للإنشاء والتعمير      | 13 يناير 1978         | 27 ديسمبر 1945            |
|             | الاتحاد الدولي للاتصالات           | 28 فبراير 1967        | 1910                      |
|             | منظمة حظر الأسلحة الكيميائية       | ?                     | ?                         |
|             | مؤسسة التمويل الدولية              | 2 فبراير 1983         | 3 أبريل 1957              |
|             | منظمة التجارة العالمية             | ?                     | 1995                      |
|             | منظمة الشرطة الجنائية الدولية      | ?                     | ?                         |

## وصلات خارجية
- موقع وزارة الخارجية المالديفية
- موقع وزارة الخارجية الجنوب أفريقية